# Jacob Lungi Sørensen
Jacob Lungi Sørensen, né le 3 mars 1998 à Esbjerg au Danemark, est un footballeur danois qui évolue actuellement au poste de milieu défensif au SK Brann.

## Biographie

### Esbjerg fB
Jacob Sørensen est un pur produit du centre de formation de l'Esbjerg fB. Le 1er décembre 2016, il joue son premier match en professionnel dans la Superligaen, lors d'une victoire de son équipe sur le score de un but à zéro face à l'Odense BK.
Il devient un titulaire indiscutable de son équipe, alors en deuxième division danoise, lors de la saison 2017-2018, et contribue à la remontée de son club en première division.

### Norwich City
Le 20 juillet 2020 Jacob Lungi Sørensen s'engage en faveur de Norwich City pour un contrat de trois ans,. 
Il joue son premier match sous ses nouvelles couleurs le 27 octobre 2020, lors d'une rencontre de championnat contre le Brentford FC. Il est titularisé au poste d'arrière gauche et les deux équipes se neutralisent (1-1 score final). Le 9 décembre 2020, il inscrit son premier but pour Norwich lors d'une rencontre de championnat face à Nottingham Forest. Il ouvre le score et son équipe s'impose par deux buts à un,.
Le 9 mars 2024, Sørensen est l'auteur d'un but et d'une passe décisive pour Norwich contre Rotherham United, en championnat. Il contribue ainsi à la victoire de son équipe par cinq buts à zéro,.

### En sélection nationale
Jacob Lungi Sørensen commence sa carrière internationale avec l'équipe du Danemark des moins de 18 ans. Il joue un match en 2015 avec cette sélection.
De 2017 à 2019 il représente l'équipe du Danemark des moins de 20 ans, pour un total de huit matchs joués.
Le 14 novembre 2018, il fête sa première sélection avec l'équipe du Danemark espoirs face à l'Espagne. Il entre en jeu à la place de Oliver Abildgaard ce jour-là et son équipe s'incline (4-1).

## Statistiques
| Saison                | Club                  | Championnat           | Championnat | Championnat | Coupe nationale | Coupe nationale | Coupe de la Ligue | Coupe de la Ligue | Compétition(s) continentale(s) | Compétition(s) continentale(s) | Compétition(s) continentale(s) | Total | Total |
| Saison                | Club                  | Division              | M.          | B.          | M.              | B.              | M.                | B.                | Comp.                          | M.                             | B.                             | M.    | B.    |
| 2016-2017             | Esbjerg fB            | Superligaen           | 11          | 1           | 1               | 1               | -                 | -                 | -                              | -                              | -                              | 12    | 2     |
| 2017-2018             | Esbjerg fB            | 1. Division (D2)      | 31          | 1           | 1               | 0               | -                 | -                 | -                              | -                              | -                              | 32    | 1     |
| 2018-2019             | Esbjerg fB            | Superligaen           | 36          | 3           | 3               | 0               | -                 | -                 | -                              | -                              | -                              | 39    | 3     |
| 2019-2020             | Esbjerg fB            | Superligaen           | 29          | 1           | 3               | 1               | -                 | -                 | C3                             | 2                              | 0                              | 34    | 2     |
| Sous-total            | Sous-total            | Sous-total            | 107         | 6           | 8               | 2               | -                 | -                 | -                              | 2                              | 0                              | 117   | 8     |
| 2020-2021             | Norwich City          | Championship          | 32          | 1           | 2               | 0               | -                 | -                 | -                              | -                              | -                              | 34    | 1     |
| 2021-2022             | Norwich City          | Premier League        | 10          | 0           | 1               | 0               | 1                 | 0                 | -                              | -                              | -                              | 12    | 0     |
| 2022-2023             | Norwich City          | Championship          | 19          | 1           | -               | -               | 1                 | 1                 | -                              | -                              | -                              | 20    | 2     |
| 2023-2024             | Norwich City          | Championship          | 5           | 0           | 3               | 0               | -                 | -                 | -                              | -                              | -                              | 8     | 0     |
| Sous-total            | Sous-total            | Sous-total            | 66          | 2           | 6               | 0               | 2                 | 1                 | -                              | 0                              | 0                              | 74    | 3     |
| Total sur la carrière | Total sur la carrière | Total sur la carrière | 173         | 8           | 14              | 2               | 2                 | 1                 | -                              | 2                              | 0                              | 191   | 11    |

## Palmarès

### En club
- Norwich City
  - Champion d'Angleterre de D2 en 2021.